# Starcastle (album)
A Starcastle az amerikai Starcastle első stúdiólemeze, melyet először 1976-ban adott ki az Epic Records.

## Számok listája
1. Lady of the Lake - 10:26
2. Elliptical Seasons - 4:26
3. Forces - 6:24
4. Stargate - 2:54
5. Sunfield - 7:35
6. To the Fire Wind - 5:15
7. Nova - 2:35

## Közreműködő zenészek
- Terry Luttrell - ének
- Gary Strater - basszusgitár, vokál
- Stephen Tassler - dob, ütőhangszerek, vokál
- Herb Schildt - billentyűs hangszerek
- Matthew Stewart - gitár, vokál
- Stephen Hagler - gitár, vokál

## Külső hivatkozások
Starcastle a…
- ...Progarchives.com-on
- ...Progressiveworld.net-en